# GNU Parted
GNU Parted ist ein freies plattformübergreifendes Partitionierungsprogramm, das mit den grafischen Oberflächen GParted und QtParted dazu verwendet werden kann, Partitionen und darin liegende Dateisysteme zu bearbeiten und zu überprüfen.

## GNU Parted
GNU Parted besteht aus dem Kommandozeilenprogramm Parted und der Bibliothek Libparted. Zurzeit ist Parted nur unter den Betriebssystemen Linux, GNU Hurd, BeOS und FreeBSD ausführbar. Die grafischen Oberflächen GParted und QtParted basieren auf GNU Parted beziehungsweise dessen Bibliotheken.
GNU Parted bearbeitet lediglich die Rohdaten innerhalb einer Partition, dabei müssen eventuell Änderungen an den Systemeinstellungen vorgenommen werden. Zudem kann mit dem Programm beispielsweise in einem bestehenden System Speicherplatz für weitere Betriebssysteme freigegeben werden, indem die bisher existierenden Partitionen verkleinert werden. Weiterhin können Partitionen innerhalb einer Festplatte neu angelegt, vergrößert, verkleinert, umsortiert sowie auch auf andere Festplatten kopiert oder verschoben werden. Alle Angaben erfolgen mit Binärpräfixen.

## Unterstützte Spezifikationen

### Unterstützte Partitionstabellen
Neben den weit verbreiteten Partitionstabellen MBR (in der Benutzeroberfläche gekennzeichnet als „msdos“) und GPT unterstützt GNU Parted noch weitere Spezifikationen: atari, aix, amiga, bsd, dvh, mac, pc98, sun und loop. Vergleiche dazu den Artikel Partitionstabelle.

### Unterstützte Dateisysteme
Das Programm GNU Parted unterstützt die folgenden Dateisysteme.
| Dateisystem | Erkennen | Erzeugen | Größe ändern | Kopieren | Prüfen |
| ----------- | -------- | -------- | ------------ | -------- | ------ |
| ext2        | ja       | ja       | ja 1         | ja 2     | ja 3   |
| ext3        | ja       | nein     | ja 1         | ja 2     | ja 3   |
| ext4        | nein     | nein     | nein         | nein     | nein   |
| FAT16       | ja       | ja       | ja 4         | ja 4     | ja     |
| FAT32       | ja       | ja       | ja           | ja       | ja     |
| Linux-Swap  | ja       | ja       | ja           | ja       | ja     |
| HFS/HFS+    | ja       | nein     | ja 1 4       | nein     | nein   |
| JFS         | ja       | nein     | nein         | nein     | nein   |
| NTFS        | ja       | nein     | nein         | nein     | nein   |
| ReiserFS    | ja       | ja 6     | ja 1 6       | ja 6     | ja 3 6 |
| UFS         | ja       | nein     | nein         | nein     | nein   |
| XFS         | ja       | nein     | nein         | nein     | nein   |

## Grafische Oberflächen
Für das Kommandozeilenwerkzeug parted gibt es verschiedene grafische Oberflächen, die teilweise auch als Direktstart-CD (englisch live CD) verfügbar sind, wie zum Beispiel Parted Magic oder SystemRescue. Die meistverbreiteten sind GParted (Gnome) und QtParted (KDE).

### GParted

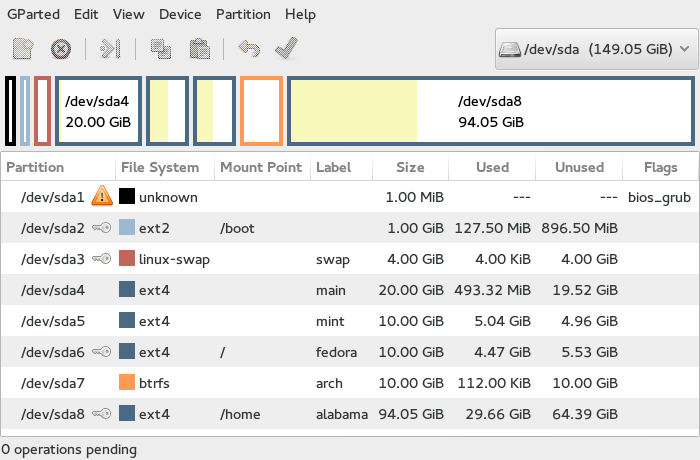
GParted 0.18 mit der grafischen Darstellung eines Laufwerks (/dev/sda) mit acht Partitionen (/dev/sda1, /dev/sda2 …).

Der Gnome Partition Editor, kurz GParted genannt, ist eine GTK+-Oberfläche für libparted.
Der Editor verwendet libparted um Laufwerke und Partitionstabellen zu erkennen und zu verändern. Dabei werden frei auswählbare Dateisystemwerkzeuge zur Unterstützung nicht standardmäßig erkannter Dateisysteme bereitgestellt.
GParted ist in C++ geschrieben und nutzt gtkmm als grafisches Toolkit.
Es gibt eine Live-CD- und eine Live-USB-Version, die mit jeder neuen Version von GParted aktualisiert werden. Von dieser CD kann gebootet und die Partitionen direkt bearbeitet werden.

#### Unterstützte Dateisysteme
GParted unterstützt folgende Operationen und Dateisysteme, vorausgesetzt, dass das aktuell laufende Betriebssystem über die benötigten Funktionen und Eigenschaften verfügt. Das trifft auch auf das Direktstartsystem GParted-Live zu.
| Dateisystem   | Erkennen | Lesen | Erzeugen | Vergrößern | Verkleinern | Verschieben | Kopieren | Überprüfen | Benennen | UUID |
| ------------- | -------- | ----- | -------- | ---------- | ----------- | ----------- | -------- | ---------- | -------- | ---- |
| apfs          | ja       | nein  | nein     | nein       | nein        | ja          | ja       | nein       | nein     | nein |
| bitlocker     | ja       | nein  | nein     | nein       | nein        | ja          | ja       | nein       | nein     | nein |
| btrfs         | ja       | ja    | ja       | ja         | ja          | ja          | ja       | ja         | ja       | ja   |
| exFAT         | ja       | ja    | ja       | nein       | nein        | ja          | ja       | ja         | ja       | ja   |
| ext2          | ja       | ja    | ja       | ja         | ja          | ja          | ja       | ja         | ja       | ja   |
| ext3          | ja       | ja    | ja       | ja         | ja          | ja          | ja       | ja         | ja       | ja   |
| ext4          | ja       | ja    | ja       | ja         | ja          | ja          | ja       | ja         | ja       | ja   |
| F2FS          | ja       | ja    | ja       | ja         | nein        | ja          | ja       | ja         | nein     | nein |
| FAT16         | ja       | ja    | ja       | ja         | ja          | ja          | ja       | ja         | ja       | ja   |
| FAT32         | ja       | ja    | ja       | ja         | ja          | ja          | ja       | ja         | ja       | ja   |
| HFS           | ja       | ja    | ja       | nein       | ja          | ja          | ja       | nein       | nein     | nein |
| HFS+          | ja       | ja    | ja       | nein       | ja          | ja          | ja       | ja         | nein     | nein |
| JFS           | ja       | ja    | ja       | ja         | nein        | ja          | ja       | ja         | ja       | ja   |
| linux-raid    | ja       | ja    | nein     | nein       | nein        | ja          | ja       | nein       | nein     | nein |
| linux-suspend | ja       | nein  | nein     | nein       | nein        | ja          | ja       | nein       | nein     | nein |
| linux-swap    | ja       | ja    | ja       | ja         | ja          | ja          | ja       | nein       | ja       | ja   |
| luks          | ja       | ja    | nein     | ja         | ja          | ja          | ja       | nein       | nein     | nein |
| LVM2 PV       | ja       | ja    | ja       | ja         | ja          | ja          | nein     | ja         | nein     | nein |
| minix         | ja       | nein  | ja       | nein       | nein        | ja          | ja       | ja         | nein     | nein |
| NILFS2        | ja       | ja    | ja       | ja         | ja          | ja          | ja       | nein       | ja       | ja   |
| NTFS          | ja       | ja    | ja       | ja         | ja          | ja          | ja       | ja         | ja       | ja   |
| refs          | ja       | nein  | nein     | nein       | nein        | ja          | ja       | nein       | nein     | nein |
| Reiser4       | ja       | ja    | ja       | nein       | nein        | ja          | ja       | ja         | nein     | nein |
| ReiserFS      | ja       | ja    | ja       | ja         | ja          | ja          | ja       | ja         | ja       | ja   |
| UDF           | ja       | ja    | ja       | nein       | nein        | ja          | ja       | nein       | ja       | ja   |
| UFS           | ja       | nein  | nein     | nein       | nein        | ja          | ja       | nein       | nein     | nein |
| XFS           | ja       | ja    | ja       | ja         | nein        | ja          | ja       | ja         | ja       | ja   |
| zfs           | ja       | nein  | nein     | nein       | nein        | ja          | ja       | nein       | nein     | nein |

### QtParted
QtParted, basierend auf der Qt-Bibliothek, ist das KDE-Pendant von GParted.
Die QtParted-Entwickler bieten keine offizielle Direktstart-CD an, allerdings ist QtParted in Knoppix und anderen Direktstart-Linux-Distributionen enthalten. Der Funktionsumfang ist gegenüber GParted stark eingeschränkt.